# Ompok jaynei
Ompok jaynei är en fiskart som beskrevs av Fowler, 1905. Ompok jaynei ingår i släktet Ompok och familjen malfiskar. Inga underarter finns listade i Catalogue of Life.